# Lavie Tidhar

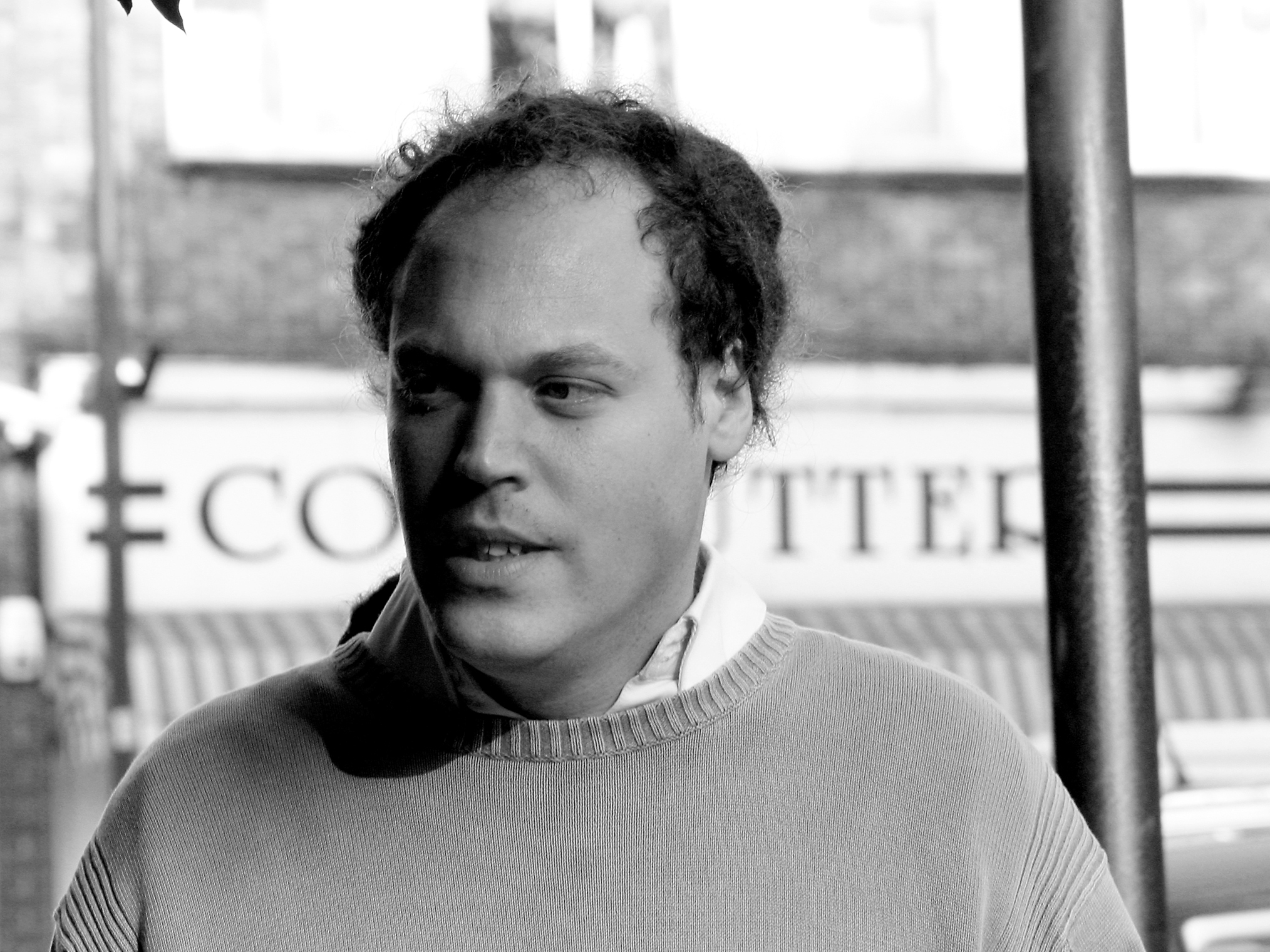
Lavie Tidhar (2006)

Lavie Tidhar (hebräisch: לביא תדהר‎) (geboren am 16. November 1976 in Israel) ist ein englischsprachiger Science-Fiction- und Fantasy-Autor. Seine Romane wurden mehrfach ausgezeichnet; so erhielt sein 2011 erschienener Debütroman Osama den World Fantasy Award. 2017 gewann er den John W. Campbell Memorial Award for Best Science Fiction Novel für Central Station. Unholy Land war 2019 für den Preis The Kitschies (als bester Roman) nominiert.

## Leben
Tidhars Mutter war als Kind eine Displaced Person in Deutschland, bevor sie nach Palästina emigrierte. Tidhar wuchs in Israel in einem Kibbuz auf. Im Jahr 2013 war Tidhar verheiratet und lebte in London. Von seinen Romanen erschien bis 2024 in hebräischer Übersetzung in Israel nur ein Werk.

## Auszeichnungen
- 2012 World Fantasy Award für Osama in der Kategorie Novel
- 2012 British Fantasy Award für Gorel and the Pot Bellied God in der Kategorie Novella
- 2013 British Science Fiction Association Award für The World SF Blog in der Kategorie Nonfiction
- 2017 John W. Campbell Memorial Award for Best Science Fiction Novel für Central Station

## Werke (Auswahl)

### Bookman (The Bookman Histories)
- The Bookman. Angry Robot, 2010, ISBN 978-0-00-734658-5.

Bookman: Das Ewige Empire 1. Übersetzt von Michael Koseler, Piper, 2012, ISBN 978-3-492-70242-3.
- Camera Obscura. Angry Robot, 2011, ISBN 978-0-85766-093-0.
- The Great Game. Angry Robot, 2012, ISBN 978-0-85766-198-2.

### Weitere Romane
- Osama. PS Publishing, 2011, ISBN 978-1-84863-192-2.

Osama. Übersetzt von Juliane Gräbener-Müller, Rogner & Bernhard 2013, ISBN 978-3-95403-014-9.
- The Violent Century. Hodder & Stoughton, 2013, ISBN 978-1-4447-6287-7.
- A Man Lies Dreaming. Hodder & Stoughton, 2014, ISBN 978-1-4447-6292-1.
- Central Station. PS Publishing, 2016, ISBN 978-1-78636-064-9.

Central Station. Übersetzt von Friedrich Mader, Heyne 2018, ISBN 978-3-453-31881-6.
- Unholy Land. Tachyon Publications, 2018, ISBN 978-1-61696-304-0.
- By Force Alone. Head of Zeus, 2020, ISBN 978-1-83893-127-8.
- The Escapement. Tachyon Publications, 2021, ISBN 978-1-61696-327-9.
- Maror. Head of Zeus 2022, ISBN 978-1-83893-136-0.

Maror. Übersetzt von Conny Lösch, Suhrkamp 2024, ISBN 978-3-518-47397-9.

### Kinderbuch
- Candy. Scholastic, 2018, ISBN 978-1-4071-8427-2.

Geheimagentin Candy und die Schokoladen-Mafia. Übersetzt von Ulrike Köbele, mit Illustrationen von Max Meinzold, Loewe 2018, ISBN 978-3-7855-8962-5.

### Sachbuch
- Art & War, zusammen mit Shimon Adaf, 2016.